# Западный военный округ (КНР)
Западный военный округ или Западный театр боевого командования НОАК (кит. 中国人民解放军西部战区, англ. Western Theater Command) — один из пяти военных округов Народно-освободительной армии Китая. Штаб округа базируется в Чэнду (провинция Сычуань). В состав округа входят две группы армий, Синьцзянский военный район и Тибетский военный район. Командующим округом является генерал-полковник Ван Хайцзян, комиссаром — генерал-полковник Ли Фэнбяо. 

## География
В состав Западного округа входит территория провинций Сычуань, Ганьсу и Цинхай, города Чунцин, а также Тибетского автономного района, Синьцзян-Уйгурского автономного района и Нинся-Хуэйского автономного района. По площади Западный округ является самым большим среди пяти округов НОАК.

## История
Западный военный округ создан 1 февраля 2016 года в результате масштабной военной реформы на основе расформированных Ланьчжоуского военного округа и Чэндуского военного округа. Приоритетной задачей Западного округа являлся контроль демаркационной линии между Индией и Китаем и удержание спорных регионов Аксайчин и Аруначал-Прадеш.

## Структура
Западным округом управляет начальник Генерального штаба округа, которому подчиняются два заместителя, отвечающие за сухопутные силы и авиацию. В подчинении Генштаба округа находится Командный центр совместных операций, который отвечает за боевые операции, боевую подготовку, разведку, снабжение и мобилизацию. Департамент политических работ отвечает за подбор кадров, воспитание и пропаганду среди военнослужащих идей Компартии. Дисциплинарный инспекторский комитет следит за партийной дисциплиной и моральным обликом военнослужащих. Каждая провинция, автономный район и муниципалитет центрального подчинения имеют своё военное командование, которое подчиняется командующему военным округом.

## Сухопутные войска

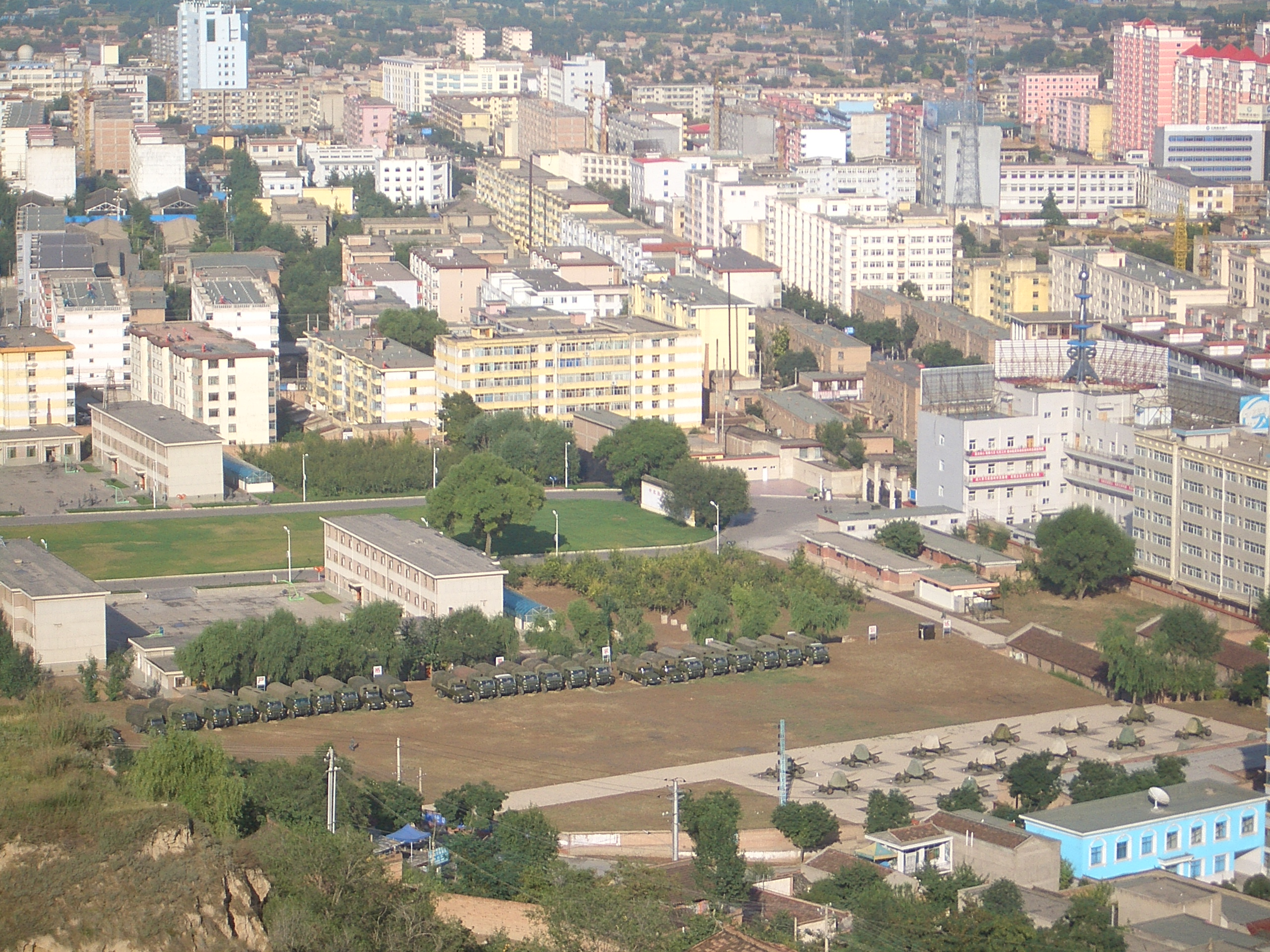
Гарнизон в Линься

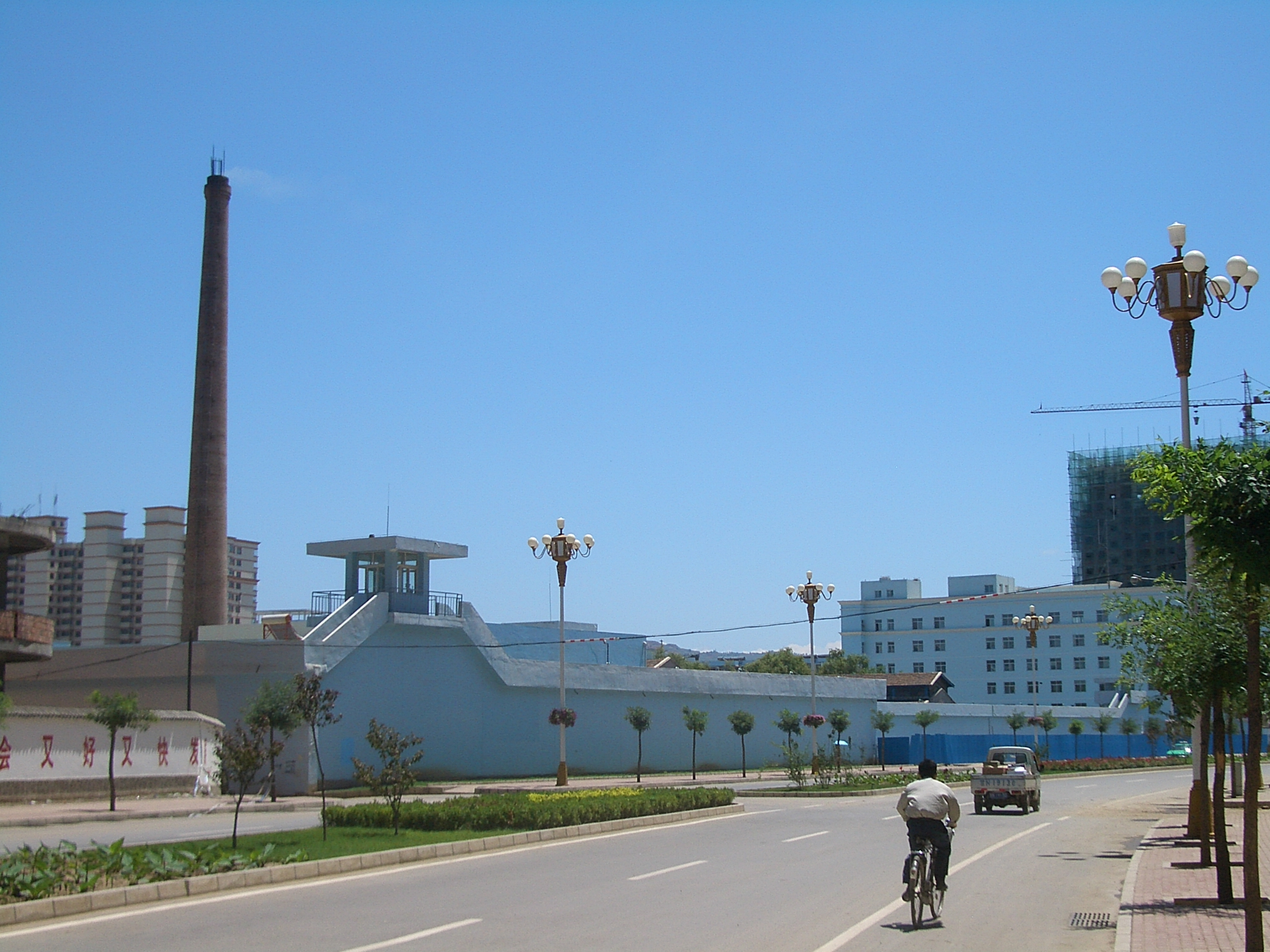
Гарнизон в Линься

Штаб сухопутный войск Западного округа расположен в Ланьчжоу (Ганьсу). Основу наземных сил составляют две группы армий — 76-я общевойсковая армия и 77-я общевойсковая армия, а также Тибетский и Синьцзянский военные районы, которые по структуре приравниваются к общевойсковым армиям.

### Общевойсковые армии
- 76-я общевойсковая армия (Синин)
  - 12-я тяжёлая общевойсковая бригада (Цзюцюань)
  - 17-я общевойсковая бригада
  - 56-я тяжёлая общевойсковая бригада (Увэй)
  - 62-я общевойсковая бригада
  - 149-я общевойсковая бригада (Лэшань)
  - 182-я общевойсковая бригада
  - 76-я артиллерийская бригада
  - 76-я бригада противовоздушной обороны
  - 76-я бригада армейской авиации
  - 76-я бригада специальных операций
  - 76-я бригада ядерной, биологической и химической защиты
  - 76-я бригада материально-технического обеспечения

- 77-я общевойсковая армия (Чунчжоу)
  - 39-я общевойсковая бригада
  - 40-я общевойсковая бригада
  - 55-я лёгкая общевойсковая бригада
  - 139-я общевойсковая бригада
  - 150-я лёгкая общевойсковая бригада
  - 181-я общевойсковая бригада
  - 77-я артиллерийская бригада
  - 77-я бригада противовоздушной обороны
  - 77-я бригада армейской авиации (Чэнду)
  - 77-я бригада специальных операций
  - 77-я бригада ядерной, биологической и химической защиты
  - 77-я бригада материально-технического обеспечения

### Другие подразделения
- 3-я бригада рекогносцировочной разведки
- 3-я бригада информационной поддержки
- 3-я бригада радиоэлектронной борьбы

Также в состав сухопутных войск Западного округа входят Совместные тактические учебные базы в Цинтунся и Ляншане, Пятая комплексная учебная база и Шестая комплексная учебная база в Чунчжоу.
Кроме того, на территории Западного округа расквартированы подразделения военной полиции.

## Тибетский военный район

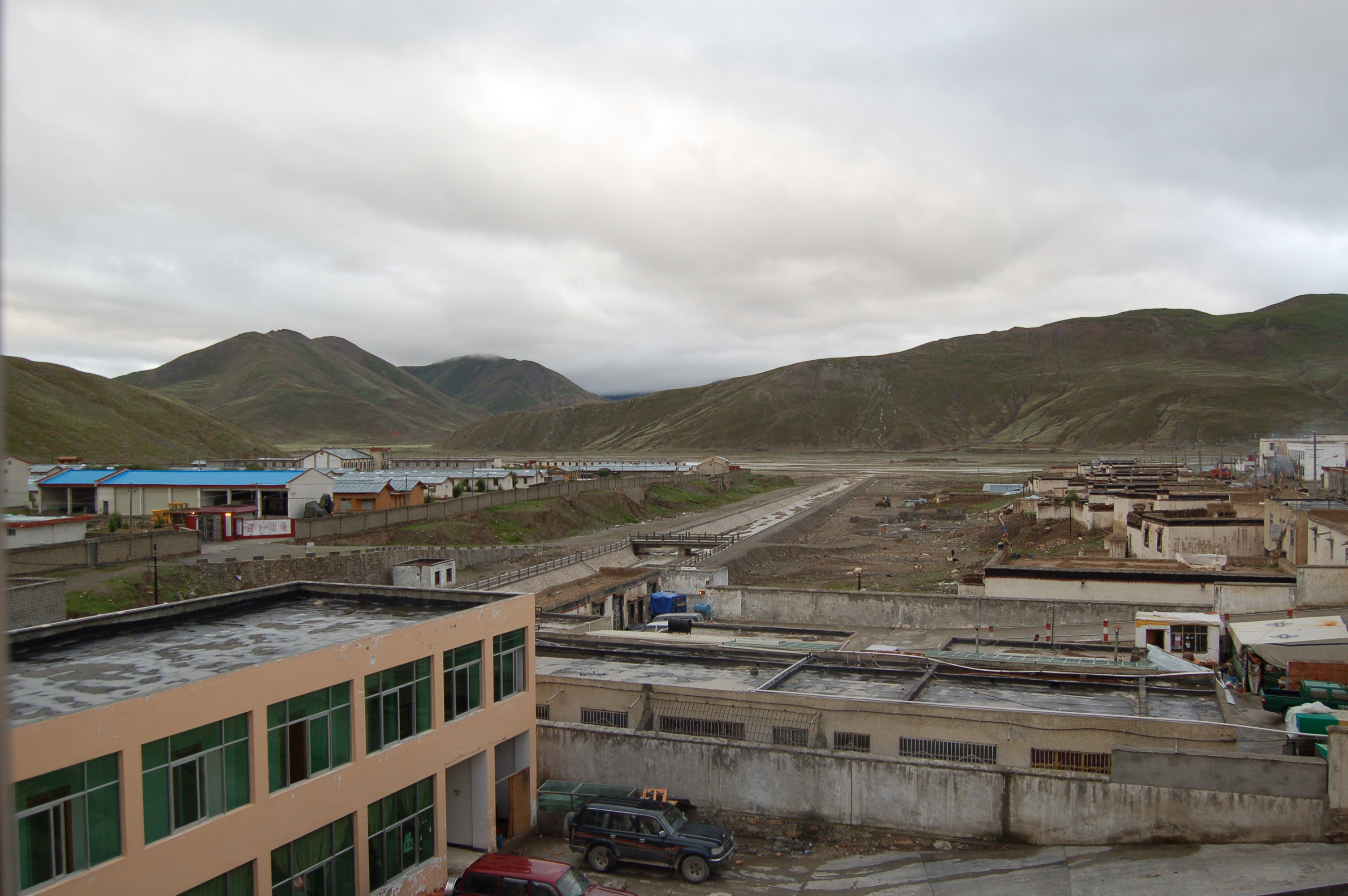
Армейские бараки в Западном Тибете

- 52-я горная общевойсковая бригада (Шигадзе)
- 53-я горная общевойсковая бригада (Ньингчи)
- 54-я тяжёлая общевойсковая бригада
- 84-я артиллерийская бригада
- 84-я бригада специальных операций
- 84-я бригада армейской авиации
- 84-я бригада противовоздушной обороны
- 84-я бригада ядерной, биологической и химической защиты
- 7-я бригада радиоэлектронного подавления
- 351-й пограничный полк
- 352-й пограничный полк
- 353-й пограничный полк
- 354-й пограничный полк
- 355-й пограничный полк
- 356-й пограничный полк
- 357-й пограничный полк
- 358-й пограничный полк

## Синьцзянский военный район
- 4-я мотопехотная дивизия (Аксу)
- 6-я мотопехотная дивизия (Кашгар)
- 8-я мотопехотная дивизия (Тачэн)

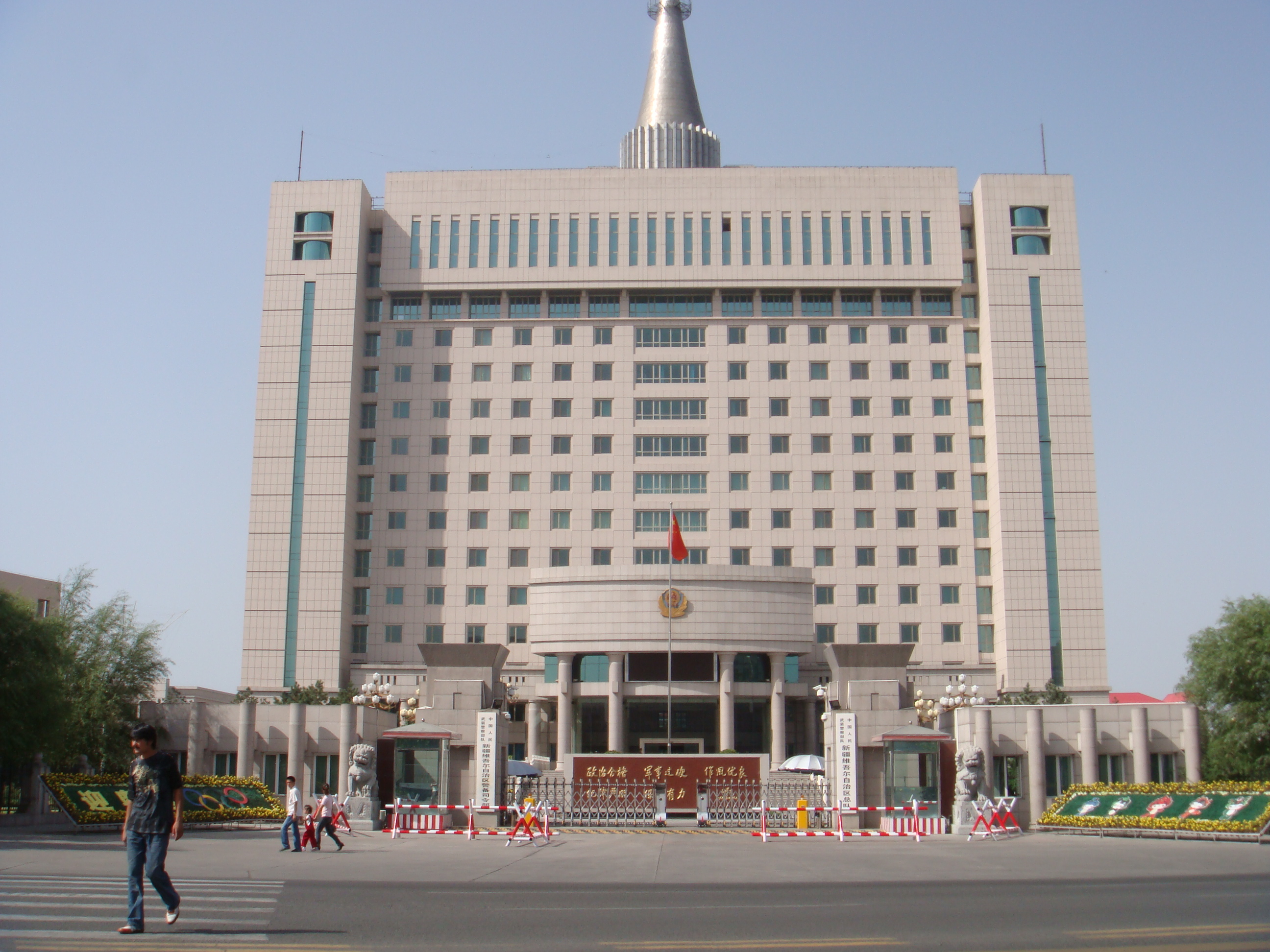
Управление военной полиции в Урумчи

- 11-я мотопехотная дивизия (Урумчи)
- 85-я артиллерийская бригада
- 85-я бригада противовоздушной обороны
- 85-я бригада специальных операций
- 85-я бригада армейской авиации (Кашгар)
- Пограничные полки
- Тренировочный полигон (Корла)

На вооружении войск района стоят новые образцы танков, бронетранспортёров, артиллерийских систем, ракетных установок, боевых и транспортных вертолётов, автомобильной и инженерной техники (грузовики, мобильные мостовые переправы, тягачи, экскаваторы и краны), а также различное горное и морозоустойчивое оборудование. 
В каждом значительном населённом пункте района базируются военные части Синьцзянского производственно-строительного корпуса и Народной вооружённой милиции Китая.

## Военно-воздушные силы
Штаб ВВС Западного округа расположен в Чэнду, основные авиабазы расположены в Чэнду (в том числе в Цюнлае), Наньчуне, Чунцине (в том числе в Дацзу), Лхасе, Нгари, Шигадзе, Ланьчжоу (в том числе в Юйчжуне), Чжанъе, Увэе, Линьтао, Иньчуане, Урумчи, Кашгаре, Корле, Чанцзи, Хошуде, Хотане, Вэньсу и Хами.
- 2-я учебная бригада (Хами)
- 3-я учебная бригада (Чжанъе)
- 4-я учебная бригада (Увэй)
- 5-я учебная бригада (Наньчун)
- 16-я авиационная бригада (Иньчуань)
- 18-я авиационная бригада (Линьтао)
- 97-я авиационная бригада (Дацзу)
- 99-я авиационная бригада (Чунцин)
- 109-я авиационная бригада (Чанцзи)
- 110-я авиационная бригада (Урумчи)
- 111-я авиационная бригада (Корла)
- 112-я авиационная бригада (Хошуд)
- 178-я бригада БПЛА (Хошуд)
- 4-я дивизия военно-транспортной авиации (Цюнлай)
- 6-я истребительная дивизия
- 33-я истребительная дивизия
- 36-я бомбардировочная дивизия
- 37-я истребительная дивизия
- 44-я истребительная дивизия
- 3-й авиационный полк (Юйчжун)

На вооружении ВВС округа стоят истребители Chengdu J-7, Shenyang J-8, Chengdu J-10, Shenyang J-11, Shenyang J-16 и Су-27, истребители-бомбардировщики Xian JH-7, транспортные самолёты Xian Y-7, Shaanxi Y-8, Shaanxi Y-9 и Xian Y-20, самолёты радиообнаружения и наведения Shaanxi KJ-500, учебные самолёты Hongdu JL-8 и Guizhou JL-9, вертолёты Changhe Z-8, Harbin Z-9 и Ми-17, беспилотные аппараты CH-5.

## Ракетные войска
- 62-я база (Куньмин)
  - 621-я бригада (Ибинь)

- 64-я база (Ланьчжоу)
  - 643-я бригада (Тяньшуй)
  - 645-я бригада (Иньчуань)
  - 646-я бригада (Корла)

На вооружении ракетных войск Западного округа стоят баллистические ракеты Дунфэн-21 и Дунфэн-31.
Важную роль в китайской ракетной и ядерной программе играют ракетный испытательный комплекс в Корле, завод № 404 по производству ядерного оружия в Цзюцюане, завод № 812 по производству ядерных оружейных материалов в Ибине, завод № 821 по сборке ядерных боеприпасов в Гуанъюане, завод № 905 по производство бериллия в Нинся и завод по обогащению урана в Ланьчжоу.

## Силы стратегического обеспечения
- 21-я экспериментальная учебная база или ядерный полигон Малань (Хошуд)
- 27-я экспериментальная учебная база или космодром Сичан (Сичан)
- 29-я экспериментальная учебная база или Китайский исследовательский центр аэродинамики (Мяньян)
- 33-я база Департамента сетевых систем (Чэнду)[18]
- Наземная станция космического слежения (Кашгар)
- Радиоастрономическая станция ССО (Урумчи)

## Материально-техническое обеспечение
Штаб МТО Западного округа расположен в Синине.

## Учебные и научно-исследовательские учреждения
- Северо-Западная академия ядерных оружейных исследований и разработок (Хайянь)
- Третий военно-медицинский университет или Военно-медицинский университет сухопутных сил (Чунцин)[19]
- Синьцзянский военный институт иностранных языков (Урумчи)[20]
- Инженерное училище тыла (Чунцин)
- Училище связи (Чунцин)
- Китайская академия инженерной физики (Мяньян)
- 57-й НИИ или Юго-западный институт электронных и телекоммуникационных технологий (Чэнду)
- 58-й НИИ или Юго-западный исследовательский институт автоматики (Мяньян)[21]

## Медицинские учреждения
- Главный военный госпиталь Западного округа (Чэнду)
- Главный военный госпиталь ВВС Западного округа (Чэнду)
- Главный военный госпиталь Тибетского военного района (Лхаса)
- 1-й военный госпиталь или Юго-Западный госпиталь Военно-медицинского университета сухопутных сил (Чунцин)
- 2-й военный госпиталь или Госпиталь Синьцяо Военно-медицинского университета сухопутных сил (Чунцин)
- Госпиталь Дайпань Военно-медицинского университета сухопутных сил (Чунцин)
- Военный госпиталь Ракетных войск (Ланьчжоу)
- Военный госпиталь Синьцзянского военного района (Каргалык)
- Военный госпиталь Сил охраны Центрального военного совета (Ланьчжоу)
- Военный госпиталь Сил охраны Центрального военного совета (Синин)
- Военный госпиталь Сил охраны Центрального военного совета (Иньчуань)